# Ролен, Антуан
Антуан Ролен (фр. Antoine Rolin); ок. 1424 — 4 сентября 1497, Монс), великий бальи и генерал-капитан Эно — бургундский военный и государственный деятель.

## Биография
Сын Никола Ролена, канцлера Бургундии, и его третьей жены Гидоны де Сален.
Сеньор Эмери, Рема, Отёма. Видам Шалонский, наследственный маршал Эно.
О его молодости ничего не известно, за исключением турнира, состоявшегося в 1443 году в Марсанне-ла-Кот близ Дижона, в котором он участвовал в числе «новых ристателей». В следующем году по случаю женитьбы отец уступил ему различные владения, включая сеньорию Эмери, относившуюся к превотству Мобёжа. Антуан переуступил их обратно отцу, и они составили вдовью долю его супруги.
В 1448 году Ролен упоминается в числе дворян, заседавших в Штатах Эно. Его продвижение по службе зависело от роста влияния канцлера на Филиппа Доброго. В 1451—1454 годах Антуан сопровождал герцога в Люксембург и при подавлении Гентского восстания. После осады Ауденарде он был посвящен в рыцари.
В 1454 году отец купил для него должность главного ловчего Эно. 17 февраля того же года Ролен с родственниками участвовал в знаменитом пире фазана в Лилле. В 1456 году сопровождал Филиппа в походе на Утрехт.
Немилость, постигшая канцлера в 1457 году в результате происков семейства де Крой, на время прервала карьеру его сына. Между 1457 годом, когда Ролен надеялся получить должность третьего камергера, и 1465-м, когда он принял участие в битве при Монлери, его имя исчезает из документов. Приближенный графа де Шароле (ок. 1449 он стал при нем главным камергером), Антуан стал одной из жертв конфликта между графом и де Кроями, и снова вошел в милость, когда будущему Карлу Смелому удалось взять реванш, очернив де Кроев перед отцом.
9 мая 1465 Ролен был среди геннегаусцев, приветствовавших Карла в Брюсселе, как наследника Эно. Сопровождал Карла в походах на Динан (1466) и Льеж (1467).
Ставший советником и камергером при жизни Филиппа Доброго, вскоре после прихода к власти Карла Смелого он был назначен великим бальи Эно (22.12.1467). На этом посту Ролен оставался до самой смерти, пережив вторжения войск Людовика XI, гибель Бургундского государства и переход Нидерландов под власть Габсбургов, неизменно оставаясь упорным противником Франции. Так же в 1467—1477 годах, вплоть до гибели Карла Смелого, он был генерал-капитаном Эно. В 1482 году, через несколько месяцев после гибели Марии Бургундской, Филипп де Крой, граф де Порсеан, был назначен генеральным наместником Эно. Означало ли это фактическое отстранение Ролена от управления графством, неясно.
Он унаследовал большую часть семейных владений, как в Бургундии, так и в Нидерландах. Бургундские фьефы находились, в основном в графствах Дижон и Шалон. В Нидерландах, кроме сеньории Эмери и ее зависимых территорий (Пон-сюр-Самбр, Дурль, Сент-Обен, Семузи, Рем, и прочее), сеньорий Тонгр-Сен-Мартен, Удан-Эмери и земли Экёлен, в его собственности было движимое и недвижимое имущество в Амеленкуре, Валансьене, Презо-ле-Валансьене, Шерези-ле-Бетюне, Лансе, Миньо, Эн-Сен-Поле, Эн-Сен-Пьере, Але, Раменьи, Жюрбизе, Гаже и Эрбо.
Ему пришлось дорого заплатить за преданность Бургундскому дому, так как все бургундские земли были конфискованы королем Франции во время войны за Бургундское наследство, но позднее его сын Луи смог вернуть владения.
Был погребен в картезианской церкви в Марли-ле-Валансьен, где годом позже упокоилась и его жена.

## Семья
Жена (8.08.1444): Мари д'Айи де Реневаль (ум. 8.06.1498), дама дю Буа-де-Кенуа, дочь Рауля III д'Айи, видама Амьенского, сеньора де Варенн, Пикиньи и Реневаль, и Жаклин де Бетюн, дамы д'Англьмутье, Вандёй, Вьёпон, Авден и Вив, сестра Жаклин д'Айи, жены Жана II Бургундского, графа Неверского
Дети:
- Жан (ум. 1477), убит при Нанси. Жена: Шарлотта де Шалон
- Жак (ум. 1476), сеньор де Презийи, убит при Грансоне. Жена: Жанна де Бофремон (1458—1508), дама де Мирабо, Ла-Борд и Рюиньи, дочь Пьера де Бофремона, графа де Шарни, и Марии Бургундской
- Никола (ум. 1476), убит при Муртене
- Николь (ум. 1539). Муж (ок. 1470): Эберхард фон дер Марк (ум. 1524), сеньор де Нёшатель и Дожимон
- Луи (ок. 1445—17.09.1528), сеньор Эмери, Рема, Отёма, Ланс-ан-Эно, советник и камергер императора. Жена (1491): Жилетта де Берлемон (ум. 14.12.1545), дама де Берлемон, Йерж, Перювез-ан-Эно и Борен, дочь и наследница Жиля де Берлемона и Беатрис де Имад
- Анна